# Sölvesborgsmästaren

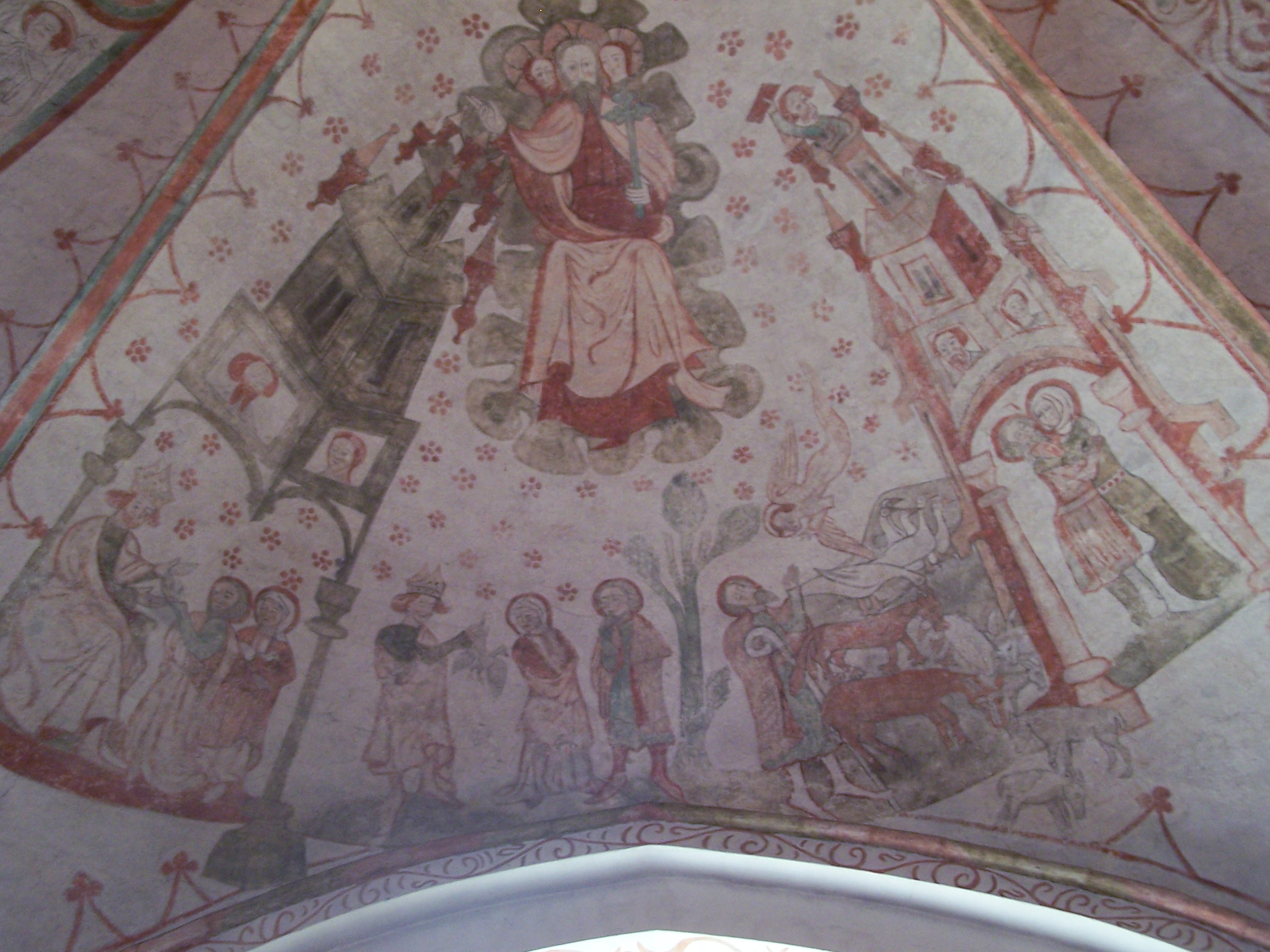
Sankt Nicolai kyrka, Sölvesborg.

Sölvesborgsmästaren, eller Sölvesborgsgruppen, var en anonym skånsk kalkmålare som var verksam under början av 1400-talet. Han har fått sitt namn från Sölvesborg där han har utfört kalkmålningar i Sankt Nicolai kyrka. Han har även utfört kalkmålningar i den medeltida, nu rivna, Öja kyrka i Skåne.

## Kyrkor smyckade av Sölvesborgsmästaren
- Sankt Nicolai kyrka
- Öja kyrka